# Kap Thompson
Das Kap Thompson ist ein Kap an der Westküste Alaskas im Nordwesten der Lisburne-Halbinsel, 42 km südöstlich von Point Hope. Es ist Teil der Tschuktschensee-Einheit des Alaska Maritime National Wildlife Refuge.
Erstmals erwähnt wurde das Kap von russischen Seefahrern im späten 18. Jahrhundert, die es nach Peter Iwanowich Rikord (1776–1855) von der Kaiserlich Russischen Marine „Kap Rikord“ nannten. Ihren heutigen Namen bekam die Landspitze am 2. August 1826 von Frederick William Beechey von der Royal Navy nach Deas Thompson, einem Mitglied der Navy-Kommission. Die Inupiat verwendeten den Namen „Uivaq“. Kap Thompson wurde häufig als Uivaq Qanitoq („nahe gelegenes Kap“) bezeichnet, während für das Kap Lisburne Uivaq Ungasiktoq („weit entferntes Kap“) verwendet wurde.
1962 wehrten sich die Einwohner von Point Hope erfolgreich gegen das als Operation Chariot bezeichnete Vorhaben der United States Atomic Energy Commission, durch Zündung einer Reihe von Atombomben einen künstlichen Seehafen in Kap Thompson zu schaffen.